# پرتره سیمونتا وسپوچی
پرتره سیمونتا وسپوچی یک نقاشی رنگ‌روغن روی بوم است که مربوط به دوره رنسانس ایتالیا است و پیرو دی کوزیمو آن را در سال‌های ۱۴۸۰ الی ۱۴۹۰ ترسیم کرده‌است. این نقاشی هم‌اکنون در موزه کنده فرانسه قرار دارد.
سیمونتا وسپوچی یک زن نجیب‌زاده جنوایی بود که در سن ۱۵ یا ۱۶ سالگی با مارکو وسپوچی از فلورانس ازدواج کرد و به دلیل زیباییش در همان سن و سال مشهور بود. او به دلیل زیبایی مورد تحسینش و بعداً مرگ زودرسش در سال ۱۴۷۶ (در سن ۲۳ سالگی) به افسانه تبدیل شد. ساندرو بوتیچلی از ویژگی‌های بصری او در تولد زهره الهام گرفته و به پیروی از او، دی کوزیمو نقاشی پرتره‌ای از او را رسم کرده‌است.